# Centro de Documentación de Mujeres "Maite Albiz"
El Centro de Documentación de Mujeres "Maite Albiz" Emakumeen Dokumentazio Zentrua (Bilbao, 1982) es una entidad sin ánimo de lucro que tiene como propósito el archivo, documentación y divulgación del pensamiento y actividades del movimiento feminista del País Vasco, en particular, y del movimiento feminista, en general. Forma parte de la Red de Centros de Documentación y Bibliotecas de Mujeres.

## Historia
El Centro de Documentación de Mujeres "Maite Albiz" nació en 1982, como proyecto de la Asamblea de Mujeres de Bizkaia, interesada por archivar la documentación generada por el movimiento feminista en el País Vasco que se había ido generando y recopilando desde su constitución en 1976.
En el año 1993, la Asamblea de Mujeres de Bizkaia firmó un convenio de colaboración con el Área de Mujer del Ayuntamiento de Bilbao, para que su fondo de documentación y su bibliografía pasara a ser de uso público, al servicio de la ciudadanía.
En las Jornadas Feministas celebradas en Madrid en 1993, surgió la idea de poner en relación los diferentes centros existentes en el Estado, con el objetivo de poner en común experiencias y problemas y establecer una colaboración estable. El primer Encuentro se celebró en Pamplona en 1994, organizado por el Instituto de Promoción de Estudios Sociales de Navarra (IPES), con la colaboración del Centro de Documentación Maite Albiz. La Red de Centros de Documentación y Bibliotecas de Mujeres, creada en 1995, vincula y coordina a 41 unidades de información pertenecientes a diversas entidades, y cuyos fondos documentales están especializados en estudios de género, feminismos y mujeres en general. En mayo de 2010, el XVII Encuentro de la Red de Bibliotecas y Centros de Documentación de Mujeres se celebró en Bilbao.
El Centro está formado por más de 600 mujeres que, de manera colaborativa, gestionan un espacio de encuentro para todas las personas interesadas en el estudio de la realidad de las mujeres. Recibe la ayuda material del Ayuntamiento de Bilbao, Emakunde y la Diputación Foral de Vizcaya.

## Fondos documentales
Su objetivo ha sido crear un fondo documental sobre el movimiento feminista del País Vasco y configurar un fondo bibliográfico sobre el desarrollo de la teoría feminista.
Con donaciones personales y adquisiciones propias, han creado una biblioteca con más de 7.000 monografías y una hemeroteca de revistas especializadas en temas feministas y estudios de género, así como una videoteca con 300 títulos de películas y documentales. Cuenta con un fondo archivístico con más de 3000 documentos y 1800 carteles que recogen el activismo del movimiento feminista vasco desde los años 70 del siglo XX.
El Centro forma parte de la Red de Bibliotecas de Euskadi. Y desde el año 2020 forma parte de la Red de Lectura pública de Euskadi, constituida por todas las bibliotecas públicas de la comunidad vasca.

## Actividades
Tiene una función divulgadora de ideas y generadora de debate con la sociedad civil y con la sociedad en general. Para ello, realiza actividades muy diversas como jornadas periódicas de debate denominadas “feminarios”, presentaciones de libros, ediciones de textos de la Asamblea de Mujeres de Bizkaia, publicación de libros en colaboración con otros organismos, elaboración de bibliografías básicas sobre temas de género, etcétera.

## Premios y reconocimientos
- 2016 Premio "Zirgari Sariak" de la Diputación Foral de Vizcaya por su trabajo en favor de la igualdad de las mujeres.[12]
- 2018 Premio Menina de la Delegación del Gobierno en el País Vasco que reconoce la labor de personas e instituciones que han destacado en la lucha contra la violencia de género.[13]